# 歡喜來逗陣
《歡喜來逗陣》為中華電視公司配合2008年春節假期而推出的八點檔連續劇，王鈞、馬競達領導巨人製作公司製作，苗可麗、張晨光等人主演，是張宇參演的第一部電視劇。其劇名歷經更改，曾暫名《黃飛洪與十三姨》、《我家就是你家》、《隔壁親家》、《歡喜親家好運來》，最後定名為《歡喜來逗陣》。
此劇原先僅拍攝35集即完結，但播出後收視率告捷而加拍新內容，於2008年3月19日原戲結局後接續播放。新階段因拍攝倉促致使演出陣容變動，原班人馬僅張晨光、苗可麗、楊銘威三人全程參與。

## 重播時段
2009年11月30日起，每週一至週四20:00~22:00、13:00~15:00，再度於華視主頻道重播。
2010年4月16日起，每週一至週五17:00~18:00，於台灣宏觀電視播出。
2019年7月1日至2019年11月6日於華視主頻道重播。其中7月1日-7月25日每週一至週四22:00-23:00播出，7月26日-8月9日改為每週一至週五22:00-23:00，8月12日-9月26日恢復至週一至週四22:00-23:00，9月30日起調整至深夜時段，於第82集後停止播出。

## 故事簡介
話說150年前，黃飛洪與石三姨這對「神仙佳偶」，當年黃飛洪用『愛老虎油(I love you)』向石三姨求婚成功後，因黃飛洪誤會石三姨搞外遇而離婚，並詛咒石家世世代代婚姻不幸福，兩家從此成為世仇。150年後，黃、石兩家再度相遇，陰錯陽差住在同一個屋簷下，兩家人將會如何相處呢？
兩人不但相當記恨彼此，還立下了這樣的祖訓：
『黃、石兩家世世代代不准聯姻！若是結合，必有災厄！』
《一百五十年後，黃、石兩家會再度相遇，而且，將掀起一場腥風血雨！》
當石珊怡和黃輝宏帶著三個兒子和三個女兒們搬進這棟公寓的時候，他們就知道，身上流著『石、黃』傳人的宿命之血，要開始隨著這場戰爭沸騰了！！
黃、石兩家人居然住在一起啦？！
百年冤家重新聚首
新仇舊恨會為兩家人帶來什麼重大衝突呢？
石、黃兩家的宿命恩怨會隨著三對子女的結合而有辦法破解嗎？
四代以來的詛咒，可以就此終結在石珊怡和黃輝宏的手裡嗎？
祖訓裡遺漏的最後一頁，寫的到底是什麼？
這兩家人的愛恨情仇都在這棟房子裡
你準備好要進來了嗎？

## 人物表

### 貫穿全劇主要角色 (黃家 / 石家)
| 演員   | 角色          | 介紹 |
| 苗可麗 | 石珊怡        | 外表溫婉又驕傲，內在熱情卻愛吃醋 曾、曾、曾祖母是清朝与黄飛洪相戀的石三姨。個性強悍，最討厭別人說謊騙她、自己卻常常出怪招騙人，有時甚至有些不可理喻，因此也是故事中最主要的麻煩製造者。結婚三次離婚三次，三個兒子都是不同的父親，認為婚姻不幸是150年前黃飛洪詛咒所致，非常憎恨黃家。研究塔羅牌等西洋算命方式，成為頗有名氣的 『靈魂占星專家』，希望找出破解詛咒的方法，也以此開設了命相館「13美人館」為人算命維生。雖然說著一口標準台語，作風卻十分洋派又新潮，連幫兒子取名字都用洋名。育有三子，而還認Jacky為乾兒子，連可欣為乾女兒。 年紀四十有五，但心裡仍有小小的期待，希望有一朝一日，還是能再遇見她的，『第四個』真命天子，一直到．．．．她遇見陰錯陽差住在樓上的黃輝宏，這個黃飛鴻的第四代傳人，這一對血脈仇人相見，注定為兩家帶來無數的愛恨情仇跟笑料，他們能化解祖先當年的詛咒嗎？ |
| 苗可麗 | 石三姨        | 石珊怡的曾曾曾曾祖母，是個高貴優雅的「台灣人」，但舉手投足充滿西洋作風。因為被黃飛洪誤會他紅杏出牆，而被詛咒後代子孫代代勞燕分飛、永不幸福。 |
| 張晨光 | 黃輝宏        | 一看就是個會讓人放心將心裡秘密滔滔不絕對他說的人 曾、曾、曾祖父是清朝與石三姨相戀的黃飛洪 ，傳承了祖先的佛山無影腳。精通易經八卦、紫微斗數等中國傳統算命方式，開設命相館「寶知靈論命」，並以家傳的「贛林老木」為招牌，育有婉婷、曉蕾、書琪三個女兒，另外在第2單元又出現一位親生女兒－金花。喜愛書法、平劇等各種中國傳統技藝，亦是一位太極拳師父，整體形象有如一名國學大師，人稱黃師父。因買房而認識了150年前祖先的仇人石三姨的後代，而後甚至同住一個屋簷下，故事就這麼開始.. 平時是個好好先生，但與石珊怡相處永遠是吵吵鬧鬧。因個性及溫文有禮、帥氣的外貌，黃師父一直是社區婦女們喜歡的對象，加上陸續出現在故事中的婆婆媽媽們，也往往讓石珊怡醋勁大發，兩人不斷陷入分分合合的迴圈當中。 經典語錄：「你媽逼的！」（第41集）                                                                  |
| 張晨光 | 黃飛洪        | 黃輝宏的曾曾曾曾祖父，是佛山鼎鼎有名的大夫。本與石三姨兩情相悅，卻因誤會而分開，而他的詛咒也造成黃、石兩家後人許多麻煩。 |
| 張宇   | 石瑞克 胡瑞克 | 說話誠實到白目境界的不婚男 石珊怡的大兒子，個性耿直、善良體貼，「和平房屋」分公司最爛的業務員，後被黄婉婷與孫正良惡整調職到總店。在事業上瑞克太過誠實表達內心的想法，這樣的個性讓他在賣房子時相當吃虧，畢竟會坦白告訴別人「這間房子死過人」的仲介應該也只有瑞克一個人吧！瑞克雖一開始就因兩家宿怨而與婉婷處處針鋒相對，但在朝夕相處下兩人是否會迸出愛的火花呢？ 於第二單元54集重新回到黃、石家，被高薪挖角到「幸福房屋」當經理，也再度替兩家生活帶來更多笑料。最後在「達立思廣告公司」當業務部經理，被黃麗虹算出「林慧婷」為他的真命天女。 |
| 張宇   | Rock          | 瑞克因為得了腦瘤，為了不讓家人知道，藉機假裝自己失憶，並創造出一個年僅十八歲名為Rock的虛構人格。 |
| 六月   | 黃婉婷 林婉婷 | 平凡的上班女郎，生活上卻有點脫線 黃輝宏的大女兒。「和平房屋」超级業務員，與孫正良戀愛3年半但除了上班時間以外，只要一下班或假日就再也找不到人，連老爸都從未見過一面的神祕男友。聰明伶俐、單純善良，能被妹妹們依賴的可靠大姐，當黃、石兩家住在一起後，婉婷立刻與年紀相仿的瑞克槓上，兩人不但住在一起還要一起上班，他們就像在小學時被分派到不喜歡的男／女孩旁邊坐般，互看不順眼！ 「達立思廣告公司」創意部經理，後期和瑞克結婚升格為老闆，一起經營「達立思廣告公司」。 |
| 王紹偉 | 石麥可 李麥可 | 除了家人之外，大家都只知道他叫Michael 石珊怡的二兒子。家裡的小霸王，什麼好的都是他先用過，之後才輪得到自己兄弟。自小就知道，只要有『女人』的地方，就没有他擺不平的事。選擇做『私人健身教練』，專服務貴婦、名媛，期待有朝一日能娶到豪門千金～ 跟一身時髦、十足千金小姐模樣的黃曉蕾相遇，在不知道彼此其實是仇家的情況下閃電交往，最後會...？ |
| 趙虹喬 | 黃曉蕾        | 在外面的世界，大家都叫她Catherine 黃輝宏的二女兒，職業是演員。這個拜金女，一心想嫁入豪門做少奶奶，每天打扮得漂漂亮亮、出門結交有錢男人。 在社交圈裡是家庭背景成謎的神秘名媛，一心想飛進豪門宮殿當女皇，就是想盡各種方法『擠入』上流社會的所有場合，然後從中挑選一個『金龜婿』，再慢慢開始她貴婦的一生。曉蕾確信自己一定是天生的『上流貴婦命』只是目光比老鷹還利的她，竟會誤判石麥可是她等待了24年才終於降臨的多金貴公子！？ |
| 楊銘威 | 石強尼 曾強尼 | 沉迷網路，長相帥氣的御宅族 石珊怡的三兒子。大學時就暗戀同學黃書琪，在畢業前鼓起勇氣告白，只是他想也沒想過，自己愛上的竟是仇家之女！這下麻煩可大嘍～ 登場時設定為宅男，但除了擅長電腦、經營網拍、設計遊戲之外，其外表、打扮還算可愛，有點調皮、帶點傻氣，總能引發女人母性的特質，因此在故事中間桃花不斷，曾先後與黃書琪、陳如男、連可欣、王小蝶相戀，可謂「惦惦吃三碗公」。 |
| 朱芯儀 | 黃書琪 吳書琪 | 二十歲前必須嫁出去的怪怪美少女 黃輝宏的三女兒，笑容甜美，身材一流，少根筋的傻妹。專長是服裝設計，和石強尼是大學同窗，曾兩度與其相戀，除兩人都不夠成熟之外，也因黃、石兩家關係而波折不斷。本姓吳，吳書瑋的親妹妹，在與姐姐相認後一同前往美國探視親生父親。於44集回到黃家，也讓對她餘情未了的強尼再度陷入情感的糾結。 |

### 第1單元
- 1～35

| 演員   | 角色   | 介紹 |
| 庹宗華 | 孫正良 | 事業有成風度翩翩的成熟男人 40歲，「和平房屋」總店經理，黃婉婷與石瑞克的上司。事業有成、帥氣充滿魅力的男人，對下屬非常嚴厲，卻瞞著自己的已婚身分外遇與黃婉婷交往，東窗事發後與妻子移民紐西蘭。 『我只是犯了天下男人都會犯的錯』、『只要不被發現，就這樣一直過下去吧』正良最後甚至決定離婚，只為了追求到婉婷，只是擅長說謊的正良這次是真的離婚了嗎？ |
| 地球   | 金湯尼 | 名副其實的「金俗”台客 石麥可的學弟，暴發戶之子，總說自己是「含著金湯匙出生」。為了追求喜歡吃涮涮鍋的黃書琪，在社區裡開了「金湯匙涮涮鍋」。涮涮鍋店後來成為劇中的重要舞台之一。 趙含煙唯一的兒子，只要身上能戴、能穿的地方，一定都是『金光閃閃』。他自小生活就過的優渥，像是含著『金湯匙』出生般的好野人，覺得自己的台客嘻哈裝扮很酷，生性喜歡招搖擺闊，在外總是揮金如土！他熱烈的追求黃書琪，希望她能拋下石強尼投向他的懷抱，只是，這一切真有可能發生嗎？                                        |
| 林美秀 | 趙含煙 | 一個感動古今中外的癡情奇女子 金湯尼的母親。因為亡夫遺留的大筆土地因此極為富有，一手創立「金光閃閃集團」，連名片也用黃金打造。為人相當熱心，成為黃石兩家之間的和事佬。守寡多年欲再婚，經算命後認定黃輝宏為有緣人，兩人結拜為兄妹。 獨力經營涮涮鍋店，為人相當熱心，雖然她已四十歲，但對愛情仍充滿憧憬和幻想。對認定下半生非黃輝宏不嫁，而她也一直認為她終有一天會等到輝宏點頭，而這一切的希望，都在石珊怡的出現之後完全重新洗牌，究竟，她會是黃輝宏的真命天女嗎？她的瓊瑤夢能有一個完美的結局嗎？ |
| 張本渝 | 余艾琳 | 柔柔靜靜，人如其名的溫婉女子 孫正良的老婆，也是石瑞克的前女友。對孫正良外遇一事毫不知情，被矇在鼓裡。東窗事發後與之離婚，但仍擺脫不了這一三角戀的糾葛，瘋狂之下企圖殺死黃婉婷，不幸誤傷石瑞克。 本來，艾琳與瑞克是一對，但是因為瑞克的不婚主義，最後選擇學長正良結婚，即使結了婚，卻仍保有少女般單純的特質，當她知道正良有外遇時，艾琳會有什麼樣的反應呢？ |
| 梁又琳 | Amy    | 來自新加坡，「金光閃閃集團」的美食顧問，幫助失業的石麥可轉行開設車輪餅攤子，同時對麥克產生好感。 |
| 陳博正 | 曾由才 | 石珊怡的第三任丈夫，石強尼的親生父親。由於過去常對石珊怡施以暴力，遭致石家的憎恨。與珊怡離婚後遠赴馬來西亞投資橡膠工廠，後來週轉不靈暫時歇業，回到台灣投靠石家，而後強尼借其錢而重回馬來西亞做生意。 |
| 小甜甜 | 連可欣 | 石強尼的同學，個性花痴令人難以招架、所幸心地不壞，食量極大是其特徵，其實是家裡非常有錢的千金大小姐，曾假扮強尼的女友。起初僅短暫露面，直到83集重新登場，才與黃、石兩家有許多互動，而且沒想到她跟強尼竟然是指腹為婚的一對！...事後雖證實是誤會一場，但無損可欣對強尼的愛，一路花招百出、死纏爛打追求，終於也讓強尼對她有了感情，可惜最終還是分開收場。 |
| 鄭曉慧 | 愛麗絲 | 强尼來自越南的同學，在涮涮鍋打工，是金湯尼的有缘人。 |
| 姚元浩 | George | 博弈公司老闆，育有一子，人高又帥、貼心聽話又有錢。高薪聘石珊怡為該公司顧問，對石珊怡有好感，追求石珊怡。 |
| 陳德烈 | 陳傑義 | 英文名Jacky，香港「英達影業」總經理，熱烈追求黃曉蕾卻遲未結果，然而一次次失敗卻未澆熄他的熱情，不但拜黃輝宏、石珊怡為乾爹、乾媽，還住進石家。 |
| 李妍瑾 | 吳書瑋 | 初登場於32集。剛從美國回來，石瑞克的相親對象。後來被發現是黃書琪的親姊姊。 |
| 郭慧康 | 小吳   | 本名吳依萍，「和平房屋」業務員、第二單元升職為經理、「幸福房屋」旗艦店副理。 |
| 盧浣森 | 小胖   | 本名柯招妹，「和平房屋」業務員、「幸福房屋」旗艦店業務員，後來到「達立思廣告公司」當業務員。 |
| 廖欣寧 | Joyce  | 「和平房屋」業務員。 |
| 吳正中 | Steven | 「和平房屋」業務員、「幸福房屋」旗艦店業務員。 |
| 黃宣慈 | Cindy  | 「和平房屋」業務員、「幸福房屋」旗艦店業務員。 |
| 駱筱鈞 | Sandy  | 「和平房屋」業務員。 |
| 楊芷瓔 | 雪兒   | 強尼好友 |

### 第2單元
- 36～89

| 演員   | 角色          | 介紹 |
| 洪小鈴 | 張金花 黃訪竹 | 黃輝宏與初戀情人女明星「鳳飄飄」張月華的私生女，原本與養父母住在蘭嶼，於鳳飄飄過世後到台北尋找生父黃輝宏。長相極醜但心地善良、總是替別人著想，對石武一見鍾情，加上黃輝宏算出石武的貴人就是金花，兩人的關係變得更複雜又密不可分。起初在清潔公司打工，後因石武關係進入「和平房屋」，而後又轉到「幸福房屋」繼續從事業務工作。在被石武拋棄後傷心欲絕，在蘭嶼養父母的幫助下最終變成超級正妹而且以黃訪竹的身分回到大家面前，甚至變成「幸福房屋」經理要對石武展開復仇，但卻發現自己對石武仍有感情。                                                        |
| 謝祖武 | 石武          | 石珊怡的姪子，「石氏建設」總經理，是個自我中心、驕傲自大的富家少爺。因家族企業惡性倒閉不得已住進石珊怡家，後被介紹到「和平房屋」上班。極端倒霉，但在和金花相處後漸漸發現對自己的霉運有改善，進而開始利用金花... 經過黃、石兩家人的親情影響，不但言行舉止漸漸改變，他機智卻無厘頭的反應跟有話直說的個性也屢次緩解了黃輝宏跟石珊怡的針鋒相對，當然他的餿主意也引起了許多風波。因父親的關係吃了不少苦，甚至不惜讓所有人誤解他也要救父親，但也因此傷害了金花。最後誤會澄清，也因為對金花的真心得到黃輝宏等家人的諒解，但要追回金花又是另外一個難題了... |
| 柯淑勤 | 朱麗珍        | 石珊怡的高職同學，原本情同姊妹，卻因為一名男同學而決裂。因為找黃輝宏算命而與石珊怡重逢，後來更住進黃、石家，與黃輝宏合夥開設杏仁茶店－「珊珍好味」。與黃輝宏朝夕相處，雖無意介入輝宏與珊怡之間，但總是瓜田李下，算是珊怡在故事中最大的競爭對手。 |
| 幃幃   | 陳如男        | 朱麗珍的女兒，打扮像個男孩子，假裝成男生與麗珍一同入住黃家。和石強尼朝夕相處萌生情愫，但因答應原先的男友－許皓偉要等他回來，而在皓偉和強尼之間產生兩難的局面... |
| 高麗紅 | 阿嬌          | 從含煙手中接手經營「金湯匙涮涮鍋」。 |
| 王皓   | 阿峰          | 石珊怡的高職同學，也是珊怡初戀對象；雖後與朱麗珍結婚，但已離婚。 |
| 李易   | 許皓偉        | 初登場於43集。陳如男的男友，因為父親反對導致兩人分開，又因後悔而回來追求如男，並與如男約定回到上海唸書，一畢業就回台灣復合。 |
| 竇智孔 | 李政新        | 初登場於46集。麗珍的姪子。討債公司的老闆。瀟灑帥氣、江湖味十足、本性善良、頗有孝心。初起因誤以為書琪是金花而答應相親，但公司周轉出現問題，為了借錢竟答應麗珍追金花，沒想到對金花逐漸有了好感，也為了金花離開黑道甚至想完成金花擁有農場、與世無爭的夢想，可惜金花心裡已經有了石武，阿新只能默默離開。 |
| 向語潔 | 李曉萍        | 在上海時認識瑞克，對瑞克一往情深，突然出現在「金湯匙涮涮鍋」替阿嬌代班。 |
| 宋少卿 | 巴沙歐        | 住在蘭嶼的張金花養父。 |
| 黃僅雯 | 秀蘭          | 住在蘭嶼的張金花養母。 |
| 孟廣美 | 彭安娜        | 裝扮華麗的千金大小姐，雖有一些些自我、難伺候，但心地並不壞。初見面就跟石武結下樑子、兩人互看不順眼。沒想到她竟是「幸福房屋」董事長千金，甚至進到幸福房屋旗艦店當經理，對石武展開復仇...但由於不知道石武已有對象，竟愛上石武。安娜並不知道石武是因答應彭董的條件而和她在一起，但在她知道石武心中已有最愛之後並未為難自己和石武，反而瀟灑放手，最後也是她發現黃訪竹的秘密。 |
| 葉民志 | 彭父          | 本名彭風，「幸福房屋」董事長。利用石武父親被綁架事件，以保證替石武救出父親為條件，要求石武和安娜在一起。 |
| 陳瓊美 | 彭母          | 莊春枝，前「幸福房屋」董事長夫人。初見面就對石武極為欣賞，也是在石武幫助下跟彭董重修舊好。 |

### 第3單元
- 89～161

| 角色      | 演員   | 介紹 |
| 王光榮    | 白雲   | 之前是黑道老大，曾被黃輝宏檢舉而入獄服刑，出獄後以尚雷諾的筆名接近石珊怡，進而住進黃石家、對黃、石兩家展開復仇計畫，一直想破壞黃輝宏和石珊怡的感情，在黃輝宏用計感化後改邪歸正，與強尼開了一間泡沫紅茶店-「榮榮罔飲茶」！曾在戲中假扮光榮的妹妹、小蝶的姑姑－王光彩。最後因為和虎爺借錢一事跑路到中國東北。                                           |
| 豬肉榮    | 白雲   | 本名林士榮，王小蝶的曾曾曾曾祖父，石三姨的同鄉兼青梅竹馬，向石三姨求婚未果，因三姨心屬黃飛洪。甚至用計想拆散黃石二人，也是害石三姨被黃飛洪誤會她紅杏出牆的始作俑者。 |
| 王小蝶    | 戴君竹 | 王光榮的女兒，個性鬼靈精怪又愛騙人。騙光石瑞克僅剩的三十萬後，住進黃、石兩家的二樓。後來愛上強尼，在強尼一次劫難中小蝶捨命相救、在黃飛洪事件中又極力保護「贛林老木」，黃輝宏因此正式她收做乾女兒。曾為了可欣假扮耳聾，因事後被強尼發現是假裝的，造成強尼的矛盾，雖小蝶勇敢告白並苦求原諒可惜強尼心中混亂無法坦誠回應她，小蝶只好離開黃、石家遠走中國… |
| 阿土      | 陳益揚 | 王光榮旁邊的小弟。 |
| 阿砲      | 江冠宏 | 王光榮旁邊的小弟。 |
| 釋/時大衛 | 謝坤達 | 即釋大衛，時為本姓，少林寺俗家弟子。崇拜黃飛洪，因此變成黃輝宏的弟子。因從小在少林寺修行，不近女色，所以對女性有距離感。與連可欣很有話聊，在一次的對談中喜歡上她，但後來因可欣在上海找到真正指腹為婚的對象（也就是大衛的弟弟時大弘）而失戀… |
| 釋/時大弘 |        | 時大衛的弟弟。連可欣的老公 |
| 黃麗虹    | 谷音   | 黃輝宏的姑媽，也是頗具盛名的算命師，算災難與姻緣的第一把交椅。為了化解黃輝宏的劫難，從山西到台北暫住。本來很討厭石家，但是朝夕相處也逐漸被石家大大小小的真誠對待所感動。另外，算出瑞克的真命天女叫林慧婷，由於是個「菜市場名」，故對婉婷來說幾乎是草木皆兵，也讓原本就已經非常不順遂的婉婷與瑞克的感情路又增添許多變數。                              |
| 胡志明    | 龍天翔 | 初登場於139集。石珊怡的第一任丈夫，石瑞克的父親，由於過去對石珊怡說謊、要錢和搞外遇，遭致憎恨。失蹤三十年，因一次事件回到台灣而與瑞克相認。長相和善、留個小鬍子，但因為珊怡的形容：瑞克他爸說謊騙人的等級等於是小蝶的升級版、成人版，以及他油里油氣的態度，導致眾人的懷疑，所幸後來證實是一場誤會，成功洗刷污名。                                     |
| 阿娟      | 王琄   | 本名孫秀娟。有一個失散多年的女兒。一開始只是來「珊珍好味」應徵的歐巴桑，而被小蝶誤會是相親對象，後因租的房子突然被房東收回而借住在店裡，在遭小偷事件後因安全顧慮而住進黃家，讓珊怡備感威脅。後因DNA比對，終於確定婉婷是自己的親生女兒。 |
| 林富貴    | 王琄   | 本名孫秀娟。有一個失散多年的女兒。一開始只是來「珊珍好味」應徵的歐巴桑，而被小蝶誤會是相親對象，後因租的房子突然被房東收回而借住在店裡，在遭小偷事件後因安全顧慮而住進黃家，讓珊怡備感威脅。後因DNA比對，終於確定婉婷是自己的親生女兒。 |
| 莊董      | 龐祥麟 | 本名莊立達，被黃婉婷逼著錄用石瑞克為業務部經理的「達立思廣告公司」董事長，因被算命說公司會倒閉，為了化解公司危機，因而促使瑞克和婉婷結婚，並給予他們公司股份和升為執行董事，自己則退休到國外。 |
| Amanda    | 林艾為 | 本名林慧婷，在珍妮佛生病住院期間來「達立思廣告」創意部代班，典型電力超強的病美人，因為被石珊怡認定是瑞克的真命天女而讓她住進家中，對塔羅牌深有興趣。最後在瑞克的撮合下與在美國的男友結婚而返回美國。 |
| Eve       | 王奕衫 | 本名徐伊娃，「達立思廣告公司」創意部職員。 |
| Jennifer  | 范若唯 | 本名珍妮佛，「達立思廣告公司」創意部職員。 |
| Tom       | 焦志方 | 前「達立思廣告公司」創意部經理，聯合小盧、大發一起想逼走空降的石瑞克。被黃婉婷得知他違反公司規定在外面偷接case而向莊董告狀，後來跟婉婷比案落敗而離開「達立思」自立門戶。 |
| 小盧      | 林學凱 | 本名盧山曉，「達立思廣告公司」業務員，曾和Tom一起逼走空降的石瑞克，後來Tom走後對石瑞克非常尊敬。 |
| 大發      | 伊人   | 本名吳惠發，「達立思廣告公司」業務員，曾和Tom一起逼走空降的石瑞克，後來Tom走後對石瑞克非常尊敬。 |
| 李國豪    | 聶雲   | 「達立思」新任公關經理，英文名字－Alan，婉婷的大學同學，也是婉婷的初戀。為了婉婷而來到「達立思」，成為瑞克心中非常介意的假想敵！不過國豪雖仍喜歡婉婷，但總是個正人君子，雖時常關心婉婷卻從未想過要拆散瑞克和婉婷，反而一直幫著兩人。 |
| Victoria  | 范瑞君 | 個性三八又非常自戀，是到「達立思廣告公司」應徵的廣告模特兒，因本名恰巧是「林慧婷」，瑞克、國豪遂以讓她拍攝3支CF為交換條件，要求她和裝失憶的瑞克(Rock)假扮情侶欺騙大家，接著被國豪安排到「榮榮罔喝茶」工作以藉口接近瑞克，但最後還是被石珊怡趕了出去。                                                                                                 |

### 客串角色
| 角色名稱 | 演員               | 暱稱/關係/職業                                                                                    |
| 陳太太   | 黃嘉千             | 出現於第一集，賣房子給黃輝宏。                                                                    |
| 陳先生   | 屈中恆             | 出現於第一集，賣房子給石珊怡。                                                                    |
| 臥底警察 | 余秉諺             | 出現於第一集，在王光榮身邊當小弟的臥底警察。                                                      |
| 大飛     | 張天霖             | 出現於第一集，是黄曉蕾之前的小開男朋友，因父親公司倒閉而被甩。                                    |
| 施芸芸   | 姚采穎             | 出現於第一集，石麥可在健身房搭訕的正妹。                                                          |
|          | 鄧安寧             |                                                                                                   |
|          | 林立洋             |                                                                                                   |
| 張太太   | 十一郎（張宇妻子） | 在26集中飾演托婉婷和瑞克賣房子的人。                                                              |
| 黃泰     | 聶秉賢             | 黃泰建設總裁，與石氏建設為競爭對手，故對進到和平房屋當業務而前來爭取案子的石武百般刁難。(第2單元) |
| 林智賢   | 林智賢             | 瑞克的學弟、電視節目《結婚真好》製作人兼主持人。(第2單元)                                         |
| 海蟑螂   | 朱進新             | 專門霸佔法拍屋並向屋主勒索的流氓，佔據金花幫買家標到的房屋。(第2單元)                             |
|          | 明金成（已故）     | 在34集中給Jacky一個讚的重機騎士。(第1單元)                                                        |
| 明金成   | 明金成（已故）     | 在「金湯匙涮涮鍋」跟安娜告白，卻意外被石武搞砸。(第2單元)                                         |
| 算命師   | 馬力歐             | 石珊怡在「金湯匙涮涮鍋」碰到的算命師，沒想到...（第2單元）                                        |
| 劉金火   | 高捷               | 與黃輝宏競爭里長的候選人之一，現任里長，不過在地方上風評並不好。（第2單元）                       |
| 阿偉     | Wish朱宇謀         | 網咖櫃台員工、石強尼的朋友，因為想擺脫女友而找石強尼幫忙。（第2單元）                             |
| 劉得樺   | 張克帆             | 香港來的倒楣經紀人，一心為了讓曉蕾重回演藝圈而花招百出。                                          |
| 唐果     | 顏嘉樂             | 上海的知名生物科技公司董事長，騙石瑞克投資已快倒閉的公司。                                        |
| 曼寧     | GIGI               | 石瑞克回台北後，在他旁邊擺攤賣飾品的女生。                                                        |
| 法蘭基   | 黃鐙輝             | 電視節目《玩命高手》主持人。                                                                      |
| 算命大師 | 戎祥（已故）       | 政商名流間有名的算命師，算出若莊董繼續經營達立思會倒閉，但也提供莊董另一個永續經營的方法。        |
| Kelly    | 林家嘉             | 本名吳凱莉，黃婉婷的朋友，但其實是黃婉婷競爭對手的廣告公司職員，誘騙不懂英文的黃飛洪簽約。        |
| 林慧婷   | 黃小琥             | 「小放牛牛排店」的老闆娘。                                                                        |
| 諸葛五郎 | 楊少文             | 名古董商，曾被王小蝶騙了一百萬。擁有石三姨給黃飛洪的情書。                                        |
| 黃輝宏   | 趙駿亞             | 高中的黃輝宏。曾經和初中時的石珊怡有過一段邂逅，不過兩人彼此並不知道...                           |
| 陳國華   | 陳國華             | 唱片製作人。                                                                                      |

## 主題曲
- 片頭曲：張宇《可愛的查某》，作詞：小牛，作曲：張宇
- 片尾曲：張宇《傘下》，作詞：十一郎，作曲：張宇

## 外部連結
- 華視《歡喜來逗陣》官方網站
- 幕後花絮 （页面存档备份，存于）

## 作品的變遷
| 華視主頻 星期一~五20:00 - 22:00            | 華視主頻 星期一~五20:00 - 22:00              | 華視主頻 星期一~五20:00 - 22:00 |
| ------------------------------------------ | -------------------------------------------- | ------------------------------- |
|                                            | 歡喜來逗陣 （2008年1月30日－2008年9月17日）  |                                 |
| 天使之翼 （2007年12月10日－2008年1月29日） | 三明治先生 （2008年9月17日－2008年10月28日） |                                 |

| 八大第一台 星期一~五19:00 - 20:00    | 八大第一台 星期一~五19:00 - 20:00                                             | 八大第一台 星期一~五19:00 - 20:00 |
| ------------------------------------ | ----------------------------------------------------------------------------- | --------------------------------- |
|                                      | 歡喜來逗陣 （2009年9月16日－2009年12月29日） (11月9日起，改為17:00-18:00播出) |                                   |
| 芸娘 （2009年8月3日－2009年9月15日） | 走過好味道 （2009年11月9日－2010年1月7日）                                    |                                   |

| CCTV-8 星期一~日12:00 - 14:00 | CCTV-8 星期一~日12:00 - 14:00                                   | CCTV-8 星期一~日12:00 - 14:00 |
| ----------------------------- | --------------------------------------------------------------- | ----------------------------- |
|                               | 歡喜來逗陣 (央視更名：隔壁親家) （2014年3月2日－2014年3月17日） |                               |
|                               | 芳草碧連天 (電視劇) （2014年3月18日－2014年4月11日）            |                               |

| TVB8 星期二~五06:00 - 07:00 | TVB8 星期二~五06:00 - 07:00 | TVB8 星期二~五06:00 - 07:00 |
| --------------------------- | --------------------------- | --------------------------- |
|                             | 歡喜來逗陣                  |                             |
|                             |                             |                             |